# Сильвестр (Сембратович)
Митрополи́т Сильве́стр Сембрато́вич (у світі Сильве́стр Сембрато́вич, пол. Sylwester Sembratowicz; 3 вересня 1836, Дошниця, Західна Лемківщина — 4 серпня 1898, Львів) — єпископ Української греко-католицької церкви, кардинал католицької Церкви; з 5 травня 1885 року — Митрополит Галицький, Архієпископ Львівський та Єпископ Кам'янецький — предстоятель Української греко-католицької церкви.
Небіж митрополита Йосифа Сембратовича.

## Церковна кар'єра
Народився в родині пароха села Дошниця, що в Західній Лемківщині, отця Антона Сембратовича та Анни Вислоцької, також з священничої родини. Мав сестру Теклю (†1912, Пациків) та молодшого брата Людвіга (24.12.1837–01.05.1892) — майбутнього генерал-майора австрійської армії.
Теологію закінчив у Римі, висвячений 1 листопада 1860. З 1863 — префект Львівської духовної семінарії, з 1868 — професор догматики у Львівському університеті, з 1878 архипресвітер митрополичої капітули.
28 лютого 1879 року іменований єпископом-помічником львівським з титулярним престолом в Юліополісі для митрополита Йосифа Сембратовича, 20 квітня 1879 року відбулася єпископська хіротонія, з 1882 року — львівським адміністратором.
У 1885 року — митрополитом галицьким, архієпископом львівським та єпископом кам'янецьким УГКЦ.
29 листопада 1895 року Папа Лев XIII іменував Сильвестра Сембратовича кардиналом з титулом Санто Стефано аль Монте Челіо (Санто Стефано Ротондо).

## Громадська діяльність
1870 разом з отцем Юліяном Пелешем заснував богословський журнал «Рускій Сіонъ»; з о. Ю.Пелешем і о. О.Лепким склав для народу «Изборникъ благопотребныхъ церковныхъ чиновъ и службъ» (1870) та видав перший молитовник народною мовою (1879).
Сембратович скликав 1891 року провінціальний синод у Львові, 1884 року заснував дівочий інститут під управою Сестер Василіянок і 1889 року збудував нову духовну семінарію у Львові, заснував священиче Товариство св. Павла, що провадило місії і видавало релігійні книги. Також Товариство святого апостола Петра, що допомагало бідним парафіям.
Заходами Сембратовича 1885 року створено нову греко-католицьку єпархію у Станиславові; зреформовано й активізовано Василіян; 1892 року засновано нове згромадження Сестер Служебниць і 1897 році проведена реформа Сестер Василіянок.
У москвофілів неодноразово виникали конфлікти з вищими церковними властями Галичини.
У кінці життя Сембратович приєднався до угодовецької так званої «нової ери», але пізніше відійшов від політики.

## Відзнаки
- Орден Залізної Корони І ступеня (1893)[2]
- Таємний цісарський радник